# Guerra di successione di Landshut
La guerra di successione di Landshut del 1503 – 1505 (in tedesco: Landshuter Erbfolgekrieg) fu un conflitto dinastico svoltosi tra le fazioni della Baviera-Monaco e della Baviera-Landshut (e rispettivi alleati).

## Origini del conflitto
La guerra di successione di Landshut si configurò come un classico caso di conflitto dinastico.
La modalità di successione all'interno della Casa di Wittelsbach, infatti, ignorò fino a tutto il secolo XV la primogenitura salica. L'ultima importante spartizione del ducato di Baviera, di cui i Wittelsbach erano sovrani, era avvenuta nel 1392 e aveva diviso il territorio del ducato in quattro differenti entità. Due di queste, tuttavia, si erano estinte nel corso del Quattrocento, e le loro terre erano state ridistribuite tra i due rami della famiglia sopravvissuti, i Wittelsbach della Baviera-Monaco e i Wittelsbach della Baviera-Landshut: di questi, quelli che si fossero estinti per primi avrebbero lasciato i rivali quali unici signori dell'intera Baviera.
Un accordo in tal senso, d'altra parte, era già stato firmato tra le due linee familiari superstiti: se una delle due si fosse trovata senza una legittima discendenza maschile, avrebbe dovuto cedere all'altra i propri interi domini. Questo tipo di accordo dinastico, tuttavia, contravveniva ai principi del diritto feudale, nel quale era previsto che, in caso di estinzione di una qualsiasi famiglia feudale dell'Impero, i feudi di quest'ultima avrebbero dovuto fare ritorno al legittimo suzerain – in questo caso l'Imperatore.

## La guerra
Non essendo riuscito ad avere una discendenza maschile dalla moglie polacca Edvige Jagellone, il duca Giorgio il Ricco di Baviera-Landshut avrebbe dovuto lasciare estinguere la propria linea dinastica e designare come proprio erede il lontano cugino Alberto di Baviera-Monaco. Giorgio, tuttavia, decise di infrangere l'accordo stipulato con i parenti di Monaco e nominò sua figlia Elisabetta erede universale.
Il duca Alberto, ovviamente, non sanzionò tale decisione e, alla morte di Giorgio il Ricco (1º dicembre 1503), prese le armi contro Elisabetta per difendere ciò che rivendicava come un diritto legittimo. Il conflitto fu breve ma molto violento e numerosi villaggi nei dintorni di Landshut furono messi a ferro e fuoco.
Nel 1504, Filippo del Palatinato, uno dei cui figli, Roberto, aveva sposato Elisabetta, figlia di Giorgio il Ricco, entrò in guerra a fianco della nuora: il conflitto, così, si estese anche all'Alto Palatinato e ai territori posseduti dal conte palatino in Baviera. Per questo motivo, il grande convento di Limburg, presso Bad Dürkheim, fu interamente bruciato dalle truppe belligeranti alla fine del mese di agosto del 1504.

## Conseguenze
La guerra si concluse il 30 luglio 1505 grazie a un arbitrato dell'imperatore Massimiliano I d'Asburgo presentato alla dieta di Colonia, dopo che Elisabetta e il suo sposo erano stati battuti nella Ruhr.
La Baviera-Landshut venne quindi in questo modo spartita:
- a Ottone Enrico e Filippo di Wittelsbach, nipoti di Giorgio il Ricco e figli di Filippo del Palatinato ed Elisabetta di Baviera-Landshut, andò il piccolo ducato del Palatinato-Neuburg, creato appositamente per i due giovani rampolli e composto principalmente da piccoli feudi senza continuità territoriale di quella che era stata la parte settentrionale del vecchio ducato di Baviera-Landshut;
- la Libera città imperiale di Norimberga acquisì importanti territori a est della città, comprendenti le giurisdizioni su Lauf, Hersbruck e Altdorf;
- l'Imperatore Massimiliano tenne per sé i territori intorno alle città di Kufstein, Kitzbühel e Rattenberg, che annesse al Tirolo austriaco;
- la restante parte del dissolto ducato di Baviera-Landshut fu annessa alla Baviera-Monaco.